# Municipio de Scotia
El municipio de Scotia (en inglés: Scotia Township) es un municipio ubicado en el condado de Bottineau en el estado estadounidense de Dakota del Norte. En el año 2010 tenía una población de 50 habitantes y una densidad poblacional de 0,47 personas por km².

## Geografía
El municipio de Scotia se encuentra ubicado en las coordenadas 48°56′41″N 100°53′45″O / 48.94472, -100.89583. Según la Oficina del Censo de los Estados Unidos, el municipio tiene una superficie total de 107.02 km², de la cual 104,07 km² corresponden a tierra firme y (2,75 %) 2,95 km² es agua.

## Demografía
Según el censo de 2010, había 50 personas residiendo en el municipio de Scotia. La densidad de población era de 0,47 hab./km². De los 50 habitantes, el municipio de Scotia estaba compuesto por el 100 % blancos. Del total de la población el 0 % eran hispanos o latinos de cualquier raza.